# Goran Milanko
Goran Milanko (Spalato, 30 ottobre 1968) è un ex calciatore croato, di ruolo centrocampista.

## Palmarès

### Competizioni nazionali
- Coppa di Jugoslavia: 1

Hajduk Spalato: 1986-1987
- Campionato israeliano: 1

Hapoel Haifa: 1998-1999